# Luana Bühler
Pour les articles homonymes, voir Bühler.
Luana Bühler, née le 28 avril 1996 à Altishofen est une footballeuse internationale suisse évoluant au poste de défenseure. Elle joue au Tottenham Hotspur.

## Biographie

### En club
De 2018 à 2023, elle joue au sein du club TSG 1899 Hoffenheim. En 2023, elle rejoint le club de Tottenham Hotspur.

### En sélection nationale
Luana Bühler connaît sa première sélection en équipe de Suisse le 28 février 2018 lors d'un match contre l'Italie pour la Coupe de Chypre.
En 2023, elle fait partie des 23 joueuses sélectionnées par Inka Grings pour participer à la coupe du monde.
Elle est sélectionnée par Pia Sundhage pour l'Euro 2025 en Suisse mais doit renoncer en raison d'une blessure à un genou.

### Vie privée
En 2019, elle obtient un baccalauréat universitaire en administration des affaires à l'Université de Zurich. Depuis, elle poursuit une maîtrise dans la même matière.

## Palmarès

### En club
Tottenham Hotspur 
- Finaliste de la Coupe d'Angleterre en 2024.